# Paradisos
Paradisos (på grekiska: Παράδεισος) är ett litet samhälle tätt med stora byn Neos Marmaras i Grekland. Samhället har runt 20 invånare. Byn har en mera platt terräng än byn Neos Marmaras. Byn Neos Marmaras ligger på ett stup och precis under byn ligger Paradisos. Stupet skiljer de två byarna. Samhället har många små hotell, bland annat Paradisos Star.